# 윌리스 버크스 2세
윌리스 버크스 2세(Willis Burks II, 1935년 10월 25일 ~ 2010년 11월 21일)는 미국의 배우, 연극 배우, 텔레비전 배우이다.
버밍햄에서 태어났으며 라스베이거스에서 사망하였다.

## 영화
- 킹 오브 캘리포니아 (2007년) - 펩퍼 역
- 에브리씽스 제이크 (2000년) - 코로넬 역
- 선데이 (1997년) - 셀윈 역